# Cosmorhoe divisa
Cosmorhoe divisa là một loài bướm đêm trong họ Geometridae.